# Nyköpings Brännvin

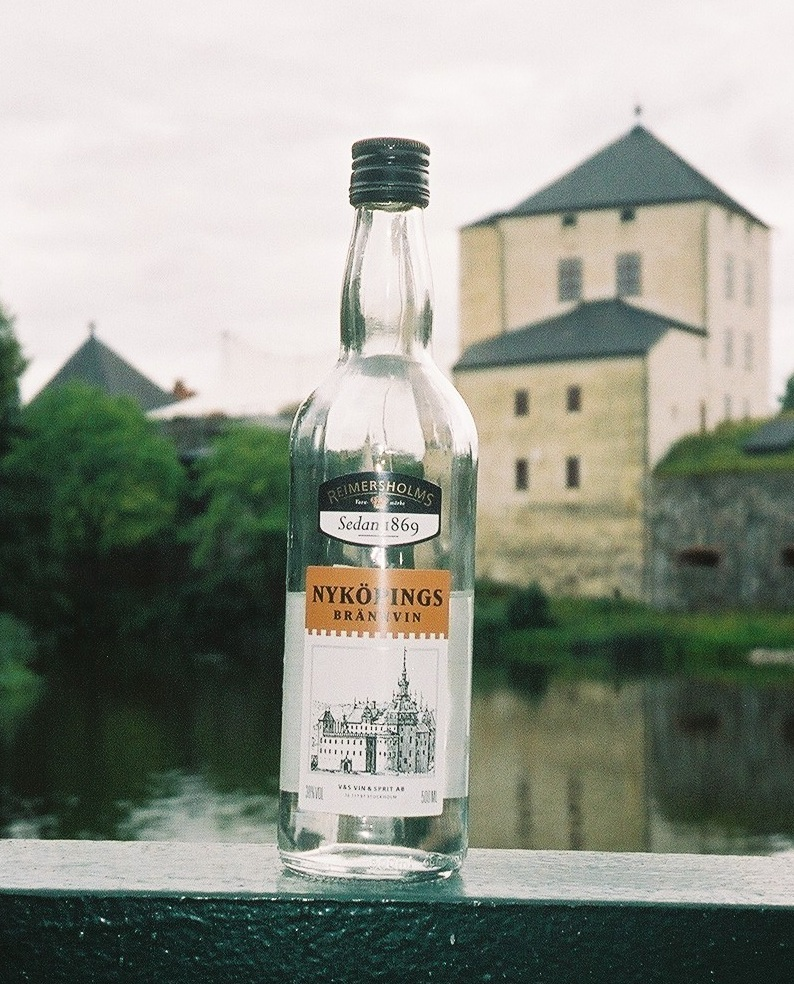
En flaska Nyköpings Brännvin med Nyköpingshus såväl på etiketten som i bakgrunden.

Nyköpings Brännvin är ett svenskt kryddat brännvin tillverkat av Vin & Sprit.
Nyköpings Brännvin skapades ursprungligen på 1800-talet av generalmajoren Carl Ulrik Kuylenstierna (1791-1856) på Arnö herrgård utanför Nyköping. Det blev mer allmänt bekant genom Stockholmsutställningen 1866 då det salufördes under namnet "Expositionsbrännvin". Under en period producerades det av Nyköpings spritbolag under namnet "General Kuylenstiernas blandning" och detta namn kvarstod under en tid som en "undertitel" även sedan brännvinet 1924 fått sitt nuvarande namn.
Nyköpings brännvin är smaksatt med anis och fänkål och är relativt sött. Systembolaget beskriver dess smak som "ren [...] med sötma och tydlig karaktär av anis, inslag av fänkål". Smaken påminner något om kontinentala anisspritdrycker som pastis och ouzo. Alkoholhalten är 38 volymprocent.
Produktnumret i Systembolagets katalog har varierat genom åren och är i dagsläget (2015) 266. Priset för en halvlitersflaska var år 1934 2,55 och är i dag (juni 2021) 229 kronor.